# Dayer Quintana
Dayer Uberney Quintana Rojas (* 10. August 1992 in Cómbita) ist ein kolumbianischer Radrennfahrer. Er ist der jüngere Bruder von Nairo Quintana (* 1990).

## Werdegang
Dayer Quintana wollte seinem Bruder in sportlicher Hinsicht nacheifern, und Nairo Quintana unterstützte ihn dabei.
Als 18-Jähriger fuhr er in einer U23-Mannschaft, die von der lokalen Polizei gesponsert wurde. Um eine Bezahlung zu bekommen, musste sich Quintana als Polizist verpflichten. Die Abmachung, dass die Fahrer des Teams nicht in den Polizeidienst müssten, wurde jedoch gebrochen. So musste Quintana für 18 Monate als Polizist arbeiten; Training und Rennen wurden ihm verboten. Erst nachdem sein älterer Bruder Verbindungen zum Bürgermeister von Tunja spielen ließ, wurde er aus dem Polizeidienst entlassen und konnte sich wieder auf seine Radsportkarriere konzentrieren. Sein Bruder verschaffte ihm in dieser Zeit auch einen Vertrag bei der spanischen Mannschaft Lizarte.
Zur Saison 2014 wechselte er zum spanischen ProTeam Movistar seines Bruders. Für diese Mannschaft gewann er 2014 eine Etappe der Österreich-Rundfahrt, 2016 die Gesamtwertung der Tour de San Luis und 2018 eine Etappe seiner Heimatrundfahrt Colombia Oro y Paz.

## Erfolge
2014
- eine Etappe Österreich-Rundfahrt

2016
- Gesamtwertung Tour de San Luis

2018
- eine Etappe Colombia Oro y Paz

## Grand-Tour-Platzierungen
| Grand Tour            | 2015 | 2016 | 2017 | 2018 | 2019 | 2020 | 2021 |
| --------------------- | ---- | ---- | ---- | ---- | ---- | ---- | ---- |
| Giro d’ItaliaGiro     | 93   | –    | –    | 82   | –    | –    | –    |
| Tour de FranceTour    | –    | –    | –    | –    | –    | 95   | –    |
| Vuelta a EspañaVuelta | –    | –    | –    | –    | –    | –    | –    |